# باتريك تشارلز ميرفي
باتريك تشارلز ميرفي (بالإنجليزية: Patrick Charles Murphy)‏ هو سياسي كندي، ولد في 13 سبتمبر 1868، وتوفي في 6 مارس 1925. انتخب عضو مجلس الشيوخ الكندي.